# NFL Blitz '99
NFL Blitz '99 è un videogioco arcade di football americano. Prodotto nel 1998, fu il secondo gioco della serie NFL Blitz. Il gioco era concepito per la tipologia arcade.

## Modalità di gioco
NFL Blitz '99 si presentava come un classico videogioco di football americano nel solco del predecessore: abolizione pressoché totale del regolamento reale dello sport, puntando invece tutto sul divertimento puro, senza pretese di simulazione.
Primi down da 30 yard, placcaggi volanti, linguaggio colorito (e in alcuni casi censurato) e nessun fischio sui colpi in ritardo restano i capisaldi dell'intrattenimento offerto dal gioco.
NFL Blitz '99 offre l'opzione di giocare un intero campionato contro l'intelligenza artificiale (nel qual caso lo scopo del gioco è naturalmente quello di provare a vincere il Superbowl) o di misurarsi in sfide contro un altro giocatore reale.
All'inizio della partita i giocatori scelgono una squadra ufficiale della NFL, ognuna delle quali  con statistiche uniche, e si sfidano in partite in cui la maggior parte delle regole sono appunto abolite. 
NFL Blitz '99 era il primo della serie ad avvalersi del sistema grafico 3DFX.
Nella versione arcade poteva essere impostato per la riproduzione libera o per tornare alla modalità coin-op nel menu delle regolazioni.  

## Accoglienza
Nel 1999, Next Generation piazzò NFL Blitz '99 al numero 33 nella classifica Top 50 Games of All Time, con la menzione "La grafica migliorata e le ottime voci fuori campo rendono questo gioco uno dei migliori arcade a cui abbiamo giocato, e la possibilità di incrementare giochi su un N64 e giocarli in modalità arcade aggiunge ancora di più alla giocabilità"  Nel 2003, NFL Blitz '99 venne incluso nella classifica di GameSpot dei migliori giochi di tutti i tempi.